# Силовање током грађанског рата у Сирији
Силовање током грађанског рата у Сирији је коришћено као стратегија током сиријског сукоба од стране провладиних присталица, припадника Слободне сиријске армије и милитаната који се боре за Исламску државу Ирака и Леванта. Према Међународном комитету спаса (ИРЦ) силовање је било „значајна и узнемирујућа карактеристика“ током сукоба, а главни разлог за 600.000 жена које беже из ратне зоне је страх од сексуалног напада. Human Rights Watch је затражио да Савет безбедности Уједињених нација упути Сирију Међународном кривичном суду.

## Сиријске државне снаге
Након почетка арапског пролећа, које се проширило на Сирију 2011. године, повећали су се извештаји о силовању од стране провладиних снага. У Дари, на почетку сукоба, државне снаге су организовале силовање жена у региону.
У Сирији жене које су силоване могу постати жртве убистава из части, или ако им породице допусте да живе више немају право на брак. Када су државне снаге почеле са гушењем демонстраната у Џиср ал-Шугуру, коришћена је тактика упада у куће у којима су спавале жене. У извештају који је објавила организација Save the Children 2013. наводи се: „Постоји доказ да су девојчице и дечаци једва старији од 12 година доживели сексуално насиље, укључујући и мучење гениталија и силовање.“ Сара Ли, директорка за Блискоисточни огранак HRW-а је рекла да су „сиријске снаге безбедности користиле сексуално насиље... потпуно некажњено“.

## Исламска држава
Током геноцида над Јазидима, ИСИС је продавао жене у сексуално ропство и силовао девојчице од девет година. Амар Хусеин, заробљени терориста ИСИС-а који је признао да је силовао преко 200 жена, изјавио је да су они који су командовали дали слободу борцима ИС да силују онолико жена Језида колико су желели. У извештају Савета за људска права Уједињених нација наводи се да се „жене и девојчице од девет година продају као робови војницима ИСИС-а који их редовно туку и силују, препродају и, ако покушају да побегну, убијају."
Памфлет који је ИС објавио онлајн на платформи друштвених медија Твитер изричито подржава силовање деце; гласи: „Дозвољено је имати сношај са робињом која није достигла пубертет, ако је способна за сношај“.

## Међународне реакције
2012. године у декларацији УН-а је наведено да се у Сирији силовање користи као ратно оружје, међутим помоћ која је пружена жртвама је „веома изостала“ и да „болнице и клинике нису опремљене да се носе са огромним бројем жртава, а многе жртве не пријављују своје нападе“.
Невладина организација Евро-медитеранска мрежа за људска права (ЕМХРН) објавила је извештај у новембру 2013. године у којем се наводи да је од почетка сукоба 2011. силовано око 6.000 жена, што укључује групна силовања, а бројке су вероватно далеко веће с обзиром на то да је већина случајева остаје непријављена. Према извештају ЕМХРН, већина документованих напада догодила се током напада које подржава влада на положаје побуњеника, на оне који су држани у притвору и на контролним пунктовима.
Током првих 11 месеци 2013. године Фонд УН за становништво (УНФПА) објавио је податке који показују да је пружио психолошку помоћ за 33.430 људи у Сирији који су били жртве силовања или насиља заснованог на роду, са додатних 4.800 случајева пријављених у децембру 2013. Џоди Вилијамс из Међународне кампање за заустављање силовања и родног насиља у сукобима рекла је о сексуалном насиљу над мушкарцима, женама и децом у Сирији: „Са сваким ратом и великим сукобом, као међународна заједница кажемо 'никад више' до масовног силовања, Па ипак, у Сирији, док небројене жене поново проналазе рат који се води на њиховим телима – ми поново стојимо по страни и ломимо руке.”